# Tom Sharpe (americký hudebník)
Tom Sharpe je americký hudebník, skladatel a studiový hudebník, který je výkonným umělcem a ředitelem Sharpe World Music Ensemble. Je znám jako bubeník skupiny Mannheim Steamroller, která získala cenu Grammy, a skupiny Dennise DeYounga, zakládajícího člena skupiny Styx.
Titulní skladba jeho debutového CD Like Setting Myself on Fire byla zvolena jako Vítězem Velké Ceny – World Music Song of the Year v soutěži John Lennon Songwriting Contest. "Trance-formation”, další píseň ze stejného alba, byla jedním z finalistů ve stejné kategorii.
Své druhé sólové CD Lifting the World vydal 28. října 2014 u Marathon Records.
Sharpe je absolventem Interlochen Arts Academy kde získal titul Bachelor of Music (bakalář hudebního umění) a na Univerzitě DePaul v Chicagu Master of Music (mistr hudebního umění).
Tom Sharpe je reprezentantem firem Yamaha Corporation of America, Sabian Cymbals, Vater Sticks and Mallets, Aquarian Drum Heads, Black Swamp Percussion, HipTrix Glowing Percussion, the Illinois Arts Council, a Urban Gateways Center for Arts Education.